# Francis S. Symondson
Francis Stanley Symondson (Sutton, 27 marzo 1897 – Bridport, 1º maggio 1975) è stato un aviatore inglese.
Il capitano Francis Stanley Symondson, insignito della Military Cross, fu un Asso dell'aviazione della prima guerra mondiale britannico accreditato con 13 vittorie aeree confermate tutte sul fronte italiano. Sopravvisse per oltre tre anni di guerra di terra e superò le battute d'arresto iniziali come pilota da caccia sul fronte occidentale per diventare un asso in Italia.

## Biografia
Symondson è nato a Sutton, nel Surrey, 17,2 km a sud-sud-ovest da Charing Cross, il secondo dei tre figli nati da Stanley Vernon Symondson, un broker navale, e sua moglie Jesse Kate (nata Uridge). Il censimento del marzo 1901 lo ha trovato imbarcato a Margate, nel Kent. Symondson volò prima della guerra su un aereo Blériot Aéronautique con Frank Goodden nel giugno del 1914.

## Prima guerra mondiale
Symondson ha servito tre anni e mezzo nella fanteria prima di trasferirsi al Royal Flying Corps. Ha prestato servizio come trumpeter nella Honorable Artillery Company, prima di essere nominato sottotenente nel (County of London) Cyclist Battalion, The London Regiment, il 18 marzo 1915. In seguito si trasferì al Glamorgan Yeomanry (Welch Regiment), e prestò servizio in Egitto quando fu distaccato al Royal Flying Corps, nel quale fu nominato Flying officer il 23 maggio 1917. È stato promosso tenente il 1º luglio.
Fu inviato nel No. 29 Squadron RAF in Francia il 4 settembre 1917. Distrusse tre Nieuport dello squadron nei successivi 16 giorni e fu rimandato in Inghilterra per ulteriore addestramento. Fu poi inviato in Italia per unirsi al No. 66 Squadron RAF come pilota di Sopwith Camel. Il 7 marzo 1918, incendia un pallone frenato a Chiarano per la sua prima vittoria. Fu l'inizio di una serie di una dozzina di vittorie sul nemico, quando Symondson distrusse un altro pallone e dieci aerei entro il 28 agosto 1918. Il 15 settembre, costrinse un Aviatik D.I dell'Impero austro-ungarico fuori controllo per la sua tredicesima vittoria. Il giorno seguente, la sua Military Cross venne pubblicata con la seguente citazione:
Tenente Francis Stanley Symondson, Yeomanry e Royal Air Force.
Per evidente galanteria e devozione al dovere. In due mesi ha distrutto cinque aerei nemici ed un pallone aerostatico nemico.
Le vittorie di Symondson includevano un pallone d'osservazione incendiato, un altro distrutto, due caccia Albatros D.V abbattuti dalle fiamme, altri sette caccia avversari distrutti, un aereo da ricognizione nemico distrutto e un altro costretto ad abbassarsi.
Nel novembre del 1918 fu insignito dal governo italiano della Medaglia d'argento al Valor Militare.

## Il dopoguerra
Symondson fu trasferito nell'elenco dei non occupati della RAF il 6 giugno 1919. È stato brevemente riportato nell'elenco attivo come Flying officer per servizio temporaneo tra il 9 aprile e il 5 giugno 1921. Il 26 giugno 1924 Symondson si arruolò nel Territorial Army perdendo il diritto di mantenere il grado nella RAF.
Nel 1929, era sposato con Betty Symondson; è stata nominata per verificare un testamento il 17 giugno 1929.
Rimase un pilota per passione per tutti gli anni 30. Fu pilota del de Havilland DH.60 Moth durante la King's Cup Race nel giugno 1930, ma abbandonò l'evento durante il percorso. Ha gareggiato nello stesso evento l'anno successivo, volando sullo stesso velivolo, sponsorizzato dal Royal Aero Club. È stato posto al quinto posto in un punto. Un mese dopo, nel luglio del 1931, all'inaugurazione dell'aeroporto di Plymouth, fece anche delle acrobazie aeree per l'His Royal Highness, The Prince of Wales. Symondson partecipò alla Settimana del Giubileo nel maggio 1935. Ancora nel 1938, stava ancora volando e stallando un DH.60 Moth ad un'altitudine di soli 200 piedi (61 m).

## Seconda guerra mondiale
Il 1º settembre 1939, due giorni prima della dichiarazione di guerra della Gran Bretagna contro la Germania, Symondson fu assegnato alla Administrative and Special Duties Branch della Royal Air Force Volunteer Reserve, come Flight lieutenant fino a quando non rassegnò le dimissioni 21 giugno 1943. Ha poi prestato servizio nell'Air Transport Auxiliary fino alla fine del 1945.
Francis Stanley Symondson è morto a Bridport, Dorset, il 1º maggio 1975.